# Long Jin Peng
Long Jin Peng (romanización del chino 彭隆金 (1949) es un botánico chino, siendo especialista taxonómico en la familia Liliaceae; y en especial el género Lilium, publicando habitualmente en Acta Phytotaxonomica Sinica, y en Acta Bot. Yunnan.
- La abreviatura «L.J.Peng» se emplea para indicar a Long Jin Peng como autoridad en la descripción y clasificación científica de los vegetales.[3]